# Haplochromis artaxerxes
Haplochromis artaxerxes är en fiskart som beskrevs av Greenwood 1962. Haplochromis artaxerxes ingår i släktet Haplochromis och familjen Cichlidae. IUCN kategoriserar arten globalt som otillräckligt studerad. Inga underarter finns listade i Catalogue of Life.